# Deportacja (politologia)

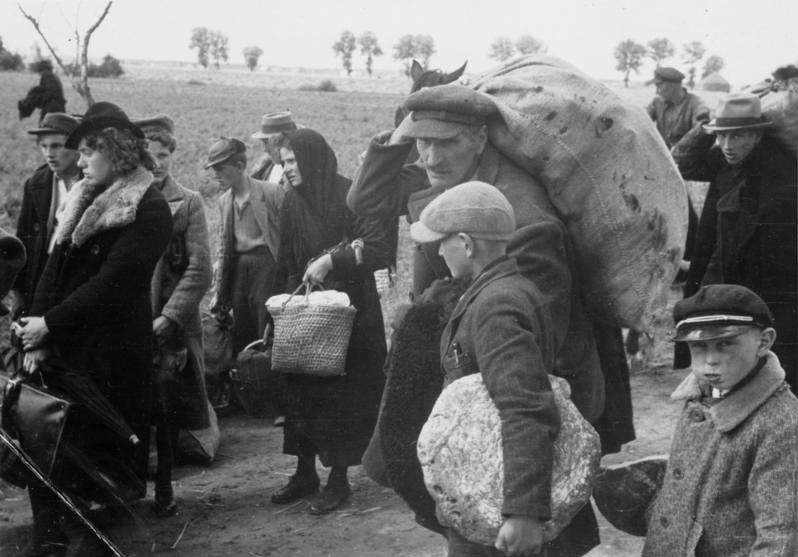
Deportacja Polaków z Kraju Warty w r. 1939

Deportacja (z łac. deportatio – wygnanie) – zesłanie do odległych regionów kraju wybranej grupy etnicznej, narodowej lub religijnej. 
Termin zazwyczaj określający przymusowe przesiedlenie osoby bądź grupy osób, dokonywane jako kara, w celach politycznych lub jako forma represji. Deportacja całych grup etnicznych może mieć charakter „czystki etnicznej”, mającej na celu ujednolicenie narodowościowe (albo wyznaniowe) na danym terytorium. 
Może mieć też charakter indywidualny, dotyczący konkretnej osoby, gdy stosowane w związku z przymusową banicją (zesłaniem) do miejsca odizolowanego lub za granicę kraju ojczystego.